# Dead Like Me : Life After Death
Série
Dead Like Me de Bryan Fuller
Pour plus de détails, voir Fiche technique et Distribution.
Dead like Me : Life After Death (littéralement « Morte comme moi : La vie après la mort »)  est une comédie dramatique fantastique américaine de 2009 réalisée par Stephen Herek  et écrite par John Masius et Stephen Godchaux, basée sur la série télévisée de 2003 Dead Like Me créée par Bryan Fuller.
À la fin de la série, les « faucheurs » ont un nouveau patron, Kane, qui les détournent des règles qu'ils ont (quasiment) suivies précédemment. Le personnage principal, « George » , jeune femme qui a été tuée par la chute d'une lunette de toilettes tombée d'une station spatiale, est renvoyée de son travail de bureau à Happy Time et finit par révéler son identité à sa sœur, Reggie. Les autres collègues faucheurs de George affrontent Kane, et découvrent que celui-ci connaît la situation, mais se fiche que le non-respect des règles dans leur travail provoque des malheurs ailleurs. Mécontents de la manière dont il les dirige, ils essaient diverses méthodes pour lui faire la peau. George récupère son travail à Happy Time et les faucheurs attendent un nouveau patron.
Laura Harris n'était pas disponible pour reprendre le rôle de Daisy Adair et Sarah Wynter l'a remplacée. Les autres acteurs ont repris leurs rôles, avec en plus le nouveau personnage de Cameron Kane joué par Henry Ian Cusick. Le film est sorti en DVD le 17 février 2009, un mois après ses débuts sur Super Channel au Canada.

## Synopsis
Une équipe de « faucheurs », dont le travail consiste à extraire les âmes des personnes sur le point de mourir, se retrouve confrontée au changement quand leur lieu de rendez-vous habituel (Der Waffle Haus) brûle le même jour que leur patron et faucheur en chef (Rube) disparaît (ayant  « obtenu ses lumières »). Ils rencontrent bientôt leur nouveau patron, Cameron Kane (Henry Ian Cusick), un habile homme d'affaires décédé en tombant du World Trade Center le 11 septembre 2001. Il les équipe de smartphones aux couleurs assorties et leur offre un hébergement luxueux - leur apprenant, comme Roxy (Jasmine Guy) le dira plus tard, que « rien de ce que nous faisons ici n'a d'importance ». Cette tutelle conduit les faucheurs à accomplir des méfaits tels que sauver ceux dont ils devaient récolter l'âme (Roxy), abuser de l'immortalité pour empocher de l'argent (Mason, joué par Callum Blue), laisser vagabonder une âme au lieu de lui montrer « ses lumières » (Daisy, maintenant joué par Sarah Wynter), et autrement se concentrant égoïstement sur leurs désirs.
Georgia « George » Lass (Ellen Muth), la narratrice du film, est licenciée de Happy Time (une agence d'intérim) après avoir engueulé ouvertement une employée pour avoir remis un rapport en retard. L'employée démissionne et poursuit la boîte plus tard pour harcèlement. George finit par révéler son identité à sa sœur Reggie (Britt McKillip), et évoque avec elle des souvenirs d'enfance, l'aidant également à se préparer mentalement à la mort prochaine son petit ami secret, Hudson Hart (Jordan Hudyma).
Les autres collègues faucheurs de George affrontent Kane et apprennent qu'il s'était bien rendu compte de la situation, mais ne se souciait pas que les « cailloux », les tracas engendrés par leurs méfaits causeraient des « vagues » de malheur ailleurs. Mécontents de son style de gestion, ils essaient de découvrir d'après leurs expériences comment un autre faucheur peut réellement être tué. Ils lui tirent dessus et le noient sans résultat, avant de finalement le démembrer et l'incinérer. Ses cendres sont ensuite projetées en orbite avec celles de Murray, le chat appartenant à la patronne de George, Delores. Lors du lancement, Delores dit à George que l'employée qui l'avait poursuivie pour harcèlement l'avait déjà fait à plusieurs reprises lors de ses emplois précédents, et donc George est réintégrée, maintenant avec en bonus un bureau d'angle.
Les faucheurs s'éloignent du lancement de la fusée, se demandant qui sera leur nouveau patron. George, après avoir vu sa sœur et sa mère partir en vacances, se retrouve soudainement couverte de Post-It tombant du ciel, comme les Post-It que leur ancien chef Rube avait utilisés pour leur confier leurs missions de récolte d'âmes. Réalisant qu'elle a été choisie comme nouveau chef du groupe, elle dit: "Je suis complètement foutue" alors que la caméra s'éloigne de la Terre en orbite.

## Fiche technique
Sauf indication contraire, les informations mentionnées dans cette section peuvent être confirmées par les bases de données cinématographiques IMDb et Allociné,  présentes dans la section « Liens externes ».
- Titre original : Dead Like Me : Life After Death
- Titre français : Dead Like Me : Life After Death
- Réalisation : Stephen Herek
- Scénario : John Masius, Stephen Godchaux, d'après les personnages créés par Bryan Fuller
- Musique : Kevin Kiner, Richard Marvin
- Direction artistique : Hélène Lafrance
- Décors : Guy Lalande (chef décorateur), Alain Clouâtre, Anne Grenier
- Costumes : Claire Nadon
- Photographie : Bruce Chun
- Son : Pierre Blain, Mark DeSimone
- Montage : Michel L. Aller
- Production : Sara Berrisford, Hudson Hickman, Irene Litinsky, Craig Roessler, Jason Weiss
- Casting : Andrea Kenyon, Paul Weber
- Lieux de tournage : Montréal, Québec, Canada
- Sociétés de production : Metro-Goldwyn-Mayer (MGM), DLM Productions
- Distribution : MGM Home Entertainment (États-Unis, 2009) DVD
- Budget : 5 millions $
- Pays de production :  États-Unis
- Langue : Anglais
- Genre : Comédie dramatique, Fantastique
- Durée : 87 minutes
- Date de sortie : 
  - États-Unis : 17 février 2009

## Distribution
- Ellen Muth : Georgia Lass
- Callum Blue : Mason
- Sarah Wynter : Daisy Adair
- Jasmine Guy : Roxy Harvey
- Britt McKillip : Reggie Lass
- Shenae Grimes : Jennifer Hardick
- Christine Willes : Dolores Herbig
- Cynthia Stevenson : Joy Lass
- Jordan Hudyma : Hudson Hart
- Henry Ian Cusick : Cameron Kane

## Casting
En juin 2007, une annonce de casting a été publiée sur un site Web de l'industrie du divertissement pour le rôle de Daisy Adair, anciennement interprétée par Laura Harris, qui n'a pas pu reprendre ce rôle en raison d'un autre engagement sur le film Women's Murder Club . Il était aussi noté que John Masius avait écrit le scénario, et confirmé que Mandy Patinkin, qui a joué dans la série originale, ne serait pas dans le film. En août 2007, il a été confirmé que Sarah Wynter reprendrait le rôle de Daisy Adair joué par au Laura Harris. Harris et Wynter avaient auparavant interprété des sœurs lors de la deuxième saison de 24 . Henry Ian Cusick jouerait, lui, un nouveau personnage nommé Cameron Kane.

## Bande originale
- Better Off Dead par Sexton Blake
- Girl Crazy par Walter Murphy
- Hard Boiled Baby par Buck Evans
- Last Time Around par The Del-vetts
- Boom Boom Bâ par Métisse

## Sortie
La date de sortie du film a été fixée à juillet 2008 , puis reportée et le film est finalement sorti le 17 février 2009. Une première diffusion télé en exclusivité a eu lieu le 16 janvier 2009 sur SuperChannel au Canada. Il a également été diffusé aux États-Unis sur Syfy.